# Changer les Choses
Changer les Choses (Change the Things) – oficjalny debiutancki album francuskiej wokalistki Nâdiyi. Wydany jedynie we Francji 5 listopada 2001 roku. Z płyty pochodzą dwa single "Chaque fois" i "J'ai confiance en toi". Płyta sprzedała się na rynku francuskim w nakładzie 15.000 egzemplarzy.

## Lista piosenek
1. "Chaque fois" – 3:46
2. "J'te dis Bye Bye" – 3:24
3. "J'ai confiance en toi" – 3:56
4. "Qui pour rait m'aimer" – 3:33
5. "Rien que pour toi" – 2:52
6. "Simon" – 0:18
7. "Changer les choses" – 3:57
8. "La personne à qui tu penses" – 3:45
9. "Là-bas" – 0:14
10. "Le regard des miens" – 3:42
11. "Écoute ma prière" – 4:26
12. "Nos routes se séparent" – 3:41
13. "On n'oublie pas d'où l'on vient" – 3:37
14. "T'es en moi" (feat. Eric Daniel) – 4:17
15. "Ouvre grand ton coeur" – 5:06